# 陈升 (辽朝)
陈升，辽朝官员、画家。
辽圣宗时，担任翰林待诏。开泰七年（1018年）七月，辽圣宗下诏，命令他在上京（今内蒙古巴林左旗）五鸾殿绘制南征得胜图。